# 오롤리
오롤리(Orroli)는 "털참나무"를 의미하며(사르데냐어로는 아롤리라고 함) 사르데냐 이탈리아 지역의 수드사르데냐도에 있는 코무네로, 칼리아리에서 북쪽으로 약 67.4 킬로미터 (41.9 mi) 떨어진 곳에 위치한다. 2010년 12월 31일 기준으로 인구는 2,430명이었고 면적은 75.6 제곱킬로미터 (29.2 mi2)였다.
오롤리 지역에는 사르데냐에서 가장 중요한 누라게 중 하나인 누라게 아루비우가 있는데, 이는 5개의 탑이 온전히 남아 있는 유일한 누라게 유적이다. 또한 플루멘도사강의 댐과 물라르기아 댐이 있으며, 이 댐으로 인해 인공 호수가 생겼다. 마을 안에는 오래된 생활 방식과 고대 전통을 기반으로 한 많은 호스텔과 베드 앤드 브렉퍼스트가 있다.
오롤리는 다음 코무네와 접한다: 에스칼라플라노, 에스테르칠리, 고니, 누리, 시우르구스 도니갈라.